# قصب السكر الكبير الزهرة
قصب السكر الكبير الزهرة (الاسم العلمي:Saccharum macrantherum) هو نوع من النباتات يتبع جنس قصب السكر من الفصيلة النجيلية.